# Misszió
A misszió latin eredetű szó (missio), jelentése: küldés, küldetés. Bár a misszió elsősorban keresztény fogalom, amely az evangélium és a keresztény hit terjesztését jelöli, minden vallás tagjai kötelességüknek érzik, hogy hitüket és vallásgyakorlati formájukat megosszák másokkal, többnyire meggyőzés révén. A vallások más-más jelentőséget tulajdonítanak a missziónak. A világban a különféle vallások hívei között gyakran "harcok" folynak, és mindez Isten nevében. Számtalan vallás hívei (keresztény felekezetek és muszlimok) azt gondolják, hogy csak ők az „igazság” képviselői, és az egész világnak ez adott vallás követőjévé kellene válnia.
A szó szinonimái: hittérítés, evangelizáció, igehirdetés

## Kereszténység
A misszió egyfelől a keresztény hitet valló emberek meggyőződését jelenti, hogy az evangélium egyetemes érvényű, ezért a világon mindenhol kötelesek tanúságot tenni róla. Másfelől jelentheti az e tanúságtétel során követett életgyakorlatot is; szűkebb értelemben jelentheti új mozgalmak alapítását, de jórészt a lelkileg halott egyházak újraélesztését (újraevangelizálását) is.
Két fajtája van:
- belső misszió: a már keresztény emberek (névleges keresztények) újraevangelizálása
- külső misszió: a kereszténységen kívüli népek, emberek között folytatott evangelizáció

A keresztények Jézus Krisztustól kapott megbízatása, hogy hirdessék az evangéliumot, az üdvösségről szóló örömüzenetet az egész világon. A hit és a keresztség előfeltétele az üdvösségnek, enélkül a kárhozat vár az emberre.

„Menjetek el az egész világra, és hirdessétek az evangéliumot minden teremtménynek. Aki hisz és megkeresztelkedik, üdvözül, aki nem hisz, az elkárhozik."

A kanonikus evangéliumok alapján a parancsot adta nekik az Úr, mielőtt a mennybe ment, és megígérte, hogy elküldi a Szentlélek erejét, hogy általa végrehajthassák parancsát.
A tanítványoknak buzgón kellett munkálkodniuk az emberekért, "átnyújtva nekik Isten kegyelmének meghívóját". Nem várhattak arra, hogy az emberek menjenek őhozzájuk; nekik kellett elmenniük hozzájuk az üzenetükkel.
Isten hírvivői azt a megbízatást kapták, hogy álljanak be ugyanabba a munkába, amit Jézus is végzett, míg itt a Földön járt. A szolgálat minden olyan ágában oda kellett szentelni magukat, amiben ő is kivette a részét. Buzgón és őszintén kellett szólniuk az embereknek Isten országának dicsőségéről. Amikor Jézus felment a mennybe, földi munkáját azokra bízta, akik befogadták az evangélium világosságát. A megbízatás egészen a jelen korig kiterjed. Minden kereszténynek megbízatása, hogy evangéliumhirdető legyen. Jézus kijelentése alapján, amikor az "evangélium hirdettetik az egész világnak, akkor jön el a vég".
Az evangelizáció vagy misszió nemcsak azt jelenti, hogy az egyén szavakkal tesz bizonyságot a hitéről, hanem egész életével, példamutatásával hirdeti Jézus Krisztust. Meggyőző gyakorlat nélkül értéktelen a hit melletti minden tanúságtétel. A hívők küldetésébe beletartozik Isten akaratának megvalósítása is. Azok a keresztények, akik önzetlen szeretettel és szolgálattal viseltetnek mások iránt, szavak nélkül tesznek bizonyságot Krisztus mellett. Ez a küldetés egy másik formája, a példamutatás igehirdetése.

### Története

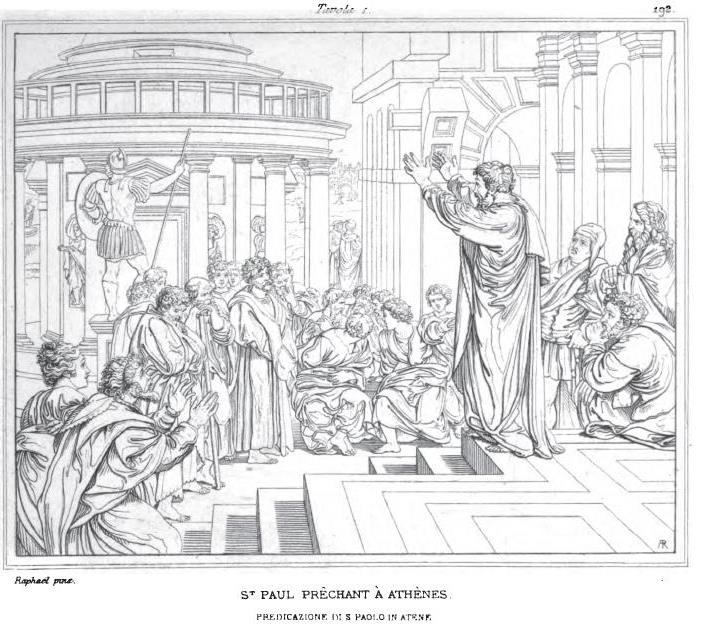
Pál apostol az ókori Athénban prédikál (rajz Raffaello festménye után)

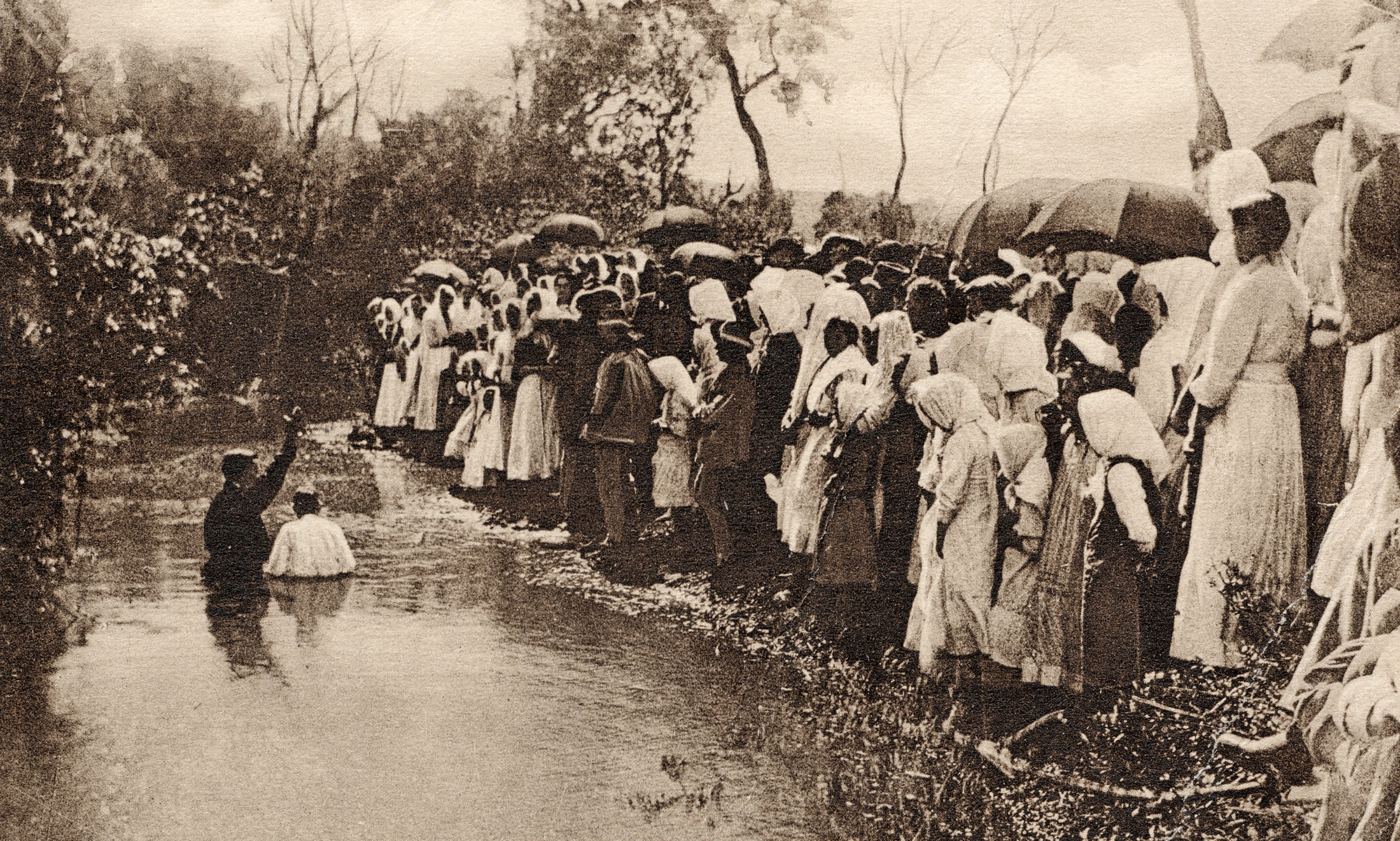
Eric Jansson misszionárius Brazíliában keresztel, 1910-es évek

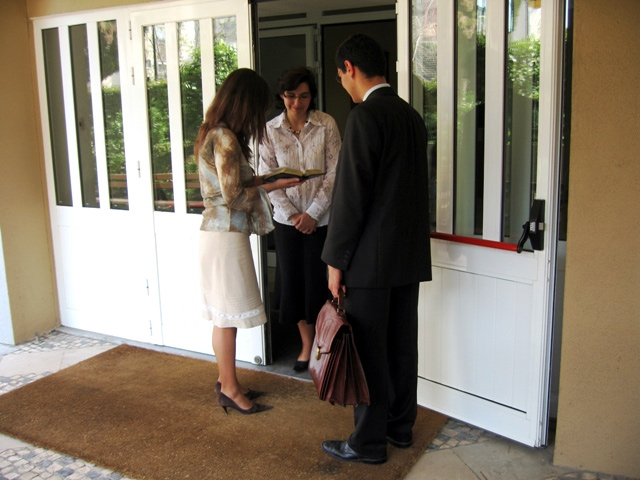
Jehova Tanúi házról házra prédikálnak; a képen Szófiában

Az apostoli időkben még nem volt különbség az otthoni és külmisszió (külföldi) között. Az idők folyamán azonban, tekintet nélkül országra és nemzetségre, módosult a gyülekezetek terjedésének önkéntes, spontán jellege: az első apostoli gyülekezetek fokozatosan szervezett egyházakká alakultak, és ettől kezdve a misszionáriusok azt a hazai központi hatóságot képviselték, amely kiküldte őket.
A kereszténység már a legkorábbi időktől kezdve nagyarányú térítő tevékenységbe kezdett és hamarosan elterjedt a Római Birodalom egész területén (lásd → ókeresztény egyház). Történelmi szempontból viszont értékelhetetlenek azok a kései hittérítő legendák, amelyek a kereszténység a nagyvilágban való terjeszkedését az 1. századi apostolokra vezetik vissza. Ezek szerint Tamás a pártusok között, András a szkíták között (András az oroszok védőszentje), Bertalan és – a későbbi legendák alapján – Tamás Indiában működött. A kereszténység a 3. századtól kezdve terjedni kezdett a birodalom határain kívül is, így pl. Perzsiában és Arábiában is.
A korai középkorban az egyház főleg a germán, majd a szláv népek között fejtett ki térítő tevékenységet. Az európai uralkodók bár politikai okokból felvették a kereszténységet, vagy pontosabban gyakran keresztény szertartásokat vegyítettek az ősvallás mellé, a pogány népüket többnyire erőszakkal térítették a keresztény hitre.
Később a vérrel írt keresztes háborúk indítékai között szerepelt a pápa fősége alatt egyesülő Res Publica Christiana kiterjesztésének gondolata.
A 16. századig az egyház missziója azt jelentette, hogy az egyházat Isten küldte, tehát a misszió tárgya volt. A reformáció korától a misszió elsősorban az egyház evangelizációs munkájára vonatkozik.
Amerika felfedezése után a hódító spanyolok és portugálok brutálisan kényszerítették gyarmati rendszerükbe az indiánokat. Krisztus nevét hordták az ajkukon, de legtöbbjüknél a gyors meggazdagodás, a vagyonszerzés volt a cél. A missziókat kezdetben ugyanolyan indíttatásból vezették, mint a reconquistát a spanyolországi mórok ellen. Az ibériai-katolicizmust honosították meg, és gyarmati szervezetet hoztak létre az Újvilágban.
A 19. században mindennél átfogóbb missziós tevékenység folyt, de a korszakra fényt vet a missziók megosztottsága, időnként szélsőséges vetélkedése, ellenségeskedése.
A legtöbb katolikus misszió a Népek Evangelizációjának Kongregációja alárendeltje volt, s csak néhány tartozott másik bíborosi kongregációhoz. Ezzel szemben a protestáns misszió ügyét néhány kivételtől eltekintve nem egyházkormányzatok, hanem önálló missziós társaságok vették kézbe.
A 20. század eleje óta az evangéliumi és pünkösdi-karizmatikus mozgalmon belül világszerte jönnek létre gyorsan növekvő közösségek. Az evangelizálásra nagy hangsúlyt fektető Jehova Tanúi, az Utolsó Napok Szentjei JKE., és az adventisták is jelentős növekedést mutattak fel az elmúlt 100-150 évben.
A keresztény népesség 2050-re várhatóan meghaladja a 3 milliárdot, ennek ellenére a nyugati világban fokozatosan csökken a keresztények aránya és a magukat keresztényeknek vallók között is nagyfokú az elvilágiasodás. 
A hagyományosan keresztény, nyugati országok világszinten vezető szerepet töltenek be a szekularizmusban, és ezek az országok hamarosan magasabb ateista népességgel rendelkeznek, mint azok, akik bármilyen vallási csoporthoz tartoznak.

### Kritika
A kritikusok alapján Jézus soha nem használta ezt a misszióra vonatkozó utasítást, ahogy az evangéliumokban az le van írva. A görög szövegforrások tanulmányozása alapján még az is kérdéses, hogy Jézus valóban kimondta-e például a Máté 28:18–19-ben említett „nagy misszióparancsot”, vagy csak jóval később adták azt az evangéliumhoz hozzá.

## Iszlám
Az iszlám természetéből adódóan missziós vallás. Aszerint értékeli a többi vallást, hogy miként fogja fel Istent, és hogyan viszonyul hozzá: megítélése szerint léteznek a könyv népei (Ahl al-Kitáb), amelyek megkapták a saját "Korán"jukat, bár nem tudták romlatlan formában megőrizni; és egészen közel állnak Istenhez; a másik nagy csoportot az Istentől távol levők alkotják, főként azok, akik továbbra is a bálványimádás valamilyen formájának foglyai. A Korán 2:256 szerint a vallás területén nem alkalmazható kényszer, de Isten dicsőségének megvédésében a hívőknek buzgóságot kell tanúsítaniuk.
Előreláthatólag 2050-re az iszlám híveinek létszáma meghaladja a kereszténységét, és a világ legnagyobb vallása lesz.

## Hinduizmus
A hindu felfogás szerint az újjászületések folyamata (szanszára) mindenkit eljuttat a végső megszabadulás (móksa) lehetőségéhez, és nincs szükség arra, hogy a hinduk felkerekedjenek és felgyorsítsák a folyamatot. A 19. században azonban társaságok alakultak a hinduizmus (vagy hindu szemléletmód) terjesztésére; a 20. század leggyorsabban fejlődő új vallási mozgalmai közül több is a hinduizmusban gyökerezett és igen sok embert vonzott.

## Buddhizmus
A buddhizmus a hinduizmushoz hasonlóan vélekedik az újjászületésekről, de eredetileg sokkal fontosabbnak tartotta a tanítványok toborzását. Alakult ugyan néhány vallási társaság is azzal a céllal, hogy megnyerjen másokat a Buddha útjának, de nem tudtak olyan mértékű hatást kifejteni, mint a Nyugaton egyénileg fellépő térítők.

## Fordítás
- Ez a szócikk részben vagy egészben  a   Mission (Christentum) című német Wikipédia-szócikk fordításán alapul.  Az eredeti cikk szerkesztőit annak laptörténete sorolja fel. Ez a jelzés csupán a megfogalmazás eredetét és a szerzői jogokat jelzi, nem szolgál a cikkben szereplő információk forrásmegjelöléseként.